# La princesse de Trébizonde
La princesse de Trébizonde (deutscher Titel: „Die Prinzessin von Trapezunt“) ist eine Opéra-bouffe in drei Akten von Jacques Offenbach, die 1869 in Baden-Baden uraufgeführt wurde.

## Inhalt

### Erster Akt
Jahrmarkt in der Umgebung von Paris, 19. Jahrhundert: Dem Schausteller Cabriolo bleiben die Kunden aus, weil sein Konkurrent, der Lotteriebesitzer, sie mit einem Schloss als erstem Preis anlockt. Cabriolos Tochter Zanetta bricht beim Abstauben seiner Wachsfiguren der „Prinzessin von Trapezunt“ die Nase ab. Sie muss nun selbst im Kostüm den Platz der Wachsfiguren-Prinzessin einnehmen. Prinz Raphael entwischt seinem Erzieher Sparadrap und sieht sich die Wachsfigurenausstellung an. Als Eintritt zahlt er mit einem Lotterielos. Er verliebt sich in die „Prinzessin von Trapezunt“. Der Hauptgewinn der Lotterie wird gezogen. Es gewinnt das Los, mit dem Prinz Raphael seinen Eintritt bezahlt hatte. Cabriolo und seine Gaukler sind nun Schlossbesitzer.

### Zweiter Akt
Terrasse vor dem Schloss: Den Jahrmarkts-Gauklern gefällt das Schlossleben nicht. Eine Jagdgesellschaft mit Prinz Raphael, seinem Vater Prinz Casimir und Sparadrap kommt vorbei. Zanetta und Raphael erkennen sich wieder. Weil sein Vater eine unstandesgemäße Heirat nicht erlauben würde, erklärt Prinz Raphael, dass er nur die „Prinzessin von Trapezunt“ liebe. Prinz Casimir kauft schließlich die ganze Wachsfigurensammlung für seinen Sohn.

### Dritter Akt
Saal in Casimirs Schloss: Die Pagen langweilen sich beim Bewachen der Wachsfiguren. Prinz Raphael simuliert Zahnschmerzen, um nicht mit zur Jagd zu müssen und Zanetta treffen zu können. Prinz Casimir schöpft Verdacht und kehrt überraschend zurück. Erst als Prinz Raphael enthüllt, dass sein Vater einst selbst eine Zirkusakrobatin geheiratet hat, stimmt dieser in die Heirat mit Zanetta ein.

## Rezeption
Die Uraufführung fand 1869 am Theater Baden-Baden statt. Auf der Bühne stand Offenbachs eigenes Ensemble des Théâtre des Bouffes-Parisiens Paris. Es spielte das Kurorchester Baden-Baden. Offenbach selbst dirigierte die Premiere am 31. Juli, sowie die Wiederholungen am 1. und 2. August. Im Dezember brachte er das Werk in einer überarbeiteten Fassung an den Bouffes-Parisiens heraus. Wiederaufnahmen gab es dort 1871, 1875 und 1876. 1888 wurde es am Théâtre des Varietes gespielt. Obwohl es bereits in Baden-Baden ausgezeichnete Kritiken erhalten hatte, verschwand das Werk bald wieder von den Spielplänen. International wurde es noch aufgeführt 1870 in Brüssel, London, Madrid, Kopenhagen, 1871 in Neapel, Rio de Janeiro, New York, Stockholm, Prag und Berlin.
Karl Kraus nahm es 1929 in den Kanon seiner Offenbach-Lesungen auf. 1932 gab es eine Wiederaufführung an der Städtischen Oper Berlin, 1966 am Theater an der Wien, 1975 in Braunschweig und 1985 an der Kammeroper Wien. 2015 kehrte Die Prinzessin von Trapezunt mit einer Neuinszenierung an ihren Uraufführungsort, das Theater Baden-Baden, zurück. La princesse de Trébizonde zählt zu Offenbachs gelungensten Werken und ist zugleich eines seiner unbekanntesten geblieben.

## Aufnahmen
- 1966 – Orchestre et Chœurs de l’ORTF, Marcel Carvien (Malibran)
- 2022 – London Philharmonic Orchestra, Paul Daniel (Opera Rara)[1]